# María Maximiliana Manrique de Lara y Briceño
María Maximiliana Manrique de Lara y Briceño (1538 circa – Praga, 16 febbraio 1608) è stata una nobildonna spagnola, moglie di Vratislav von Pernstein.

## Biografia
Maria nacque intorno al 1538 da García Manrique de Lara y Mendoza (+1565), militare della famiglia Mendoza (Marchese di Cañete), governatore di Parma e Isabel de Briceño y Arévalo (+1567). Isabel era una figura di spicco del circolo di riformati a Napoli gravitanti attorno alla figura di Juan de Valdés, comprendente elementi dell'aristocrazia e dell'umanesimo, che sarebbe poi continuato sotto la guida di Juan de Villafranca. García era invece uno dei figli cadetti di Honorato Hurtado de Mendoza, III signore di Cañete, montero mayor di Ferdinando II d'Aragona, e della sua consorte Francisca de Silva y Rivera.
La nobile era la dama di compagnia di Maria di Spagna, moglie dell'imperatore Massimiliano II, con la quale arrivò dalla Spagna.

## Discendenza
Sposò Vratislav von Pernstein il 14 settembre 1555 a Vienna. Ebbero ventuno bambini (13 figli e otto figlie), molti dei quali morirono durante l'infanzia (al padre sono sopravvissuti solo i figli Johann, Maximilian (1575–1593) e otto figlie). Maria portò in Boemia una statuetta, più tardi conosciuta come Bambino Gesù di Praga, raffigurante Gesù Cristo come un bambino. La statuetta venne da lei data come regalo di nozze alla figlia Polyxena e da questa poi donata ai Carmelitani scalzi di Praga.